# Середньоірландська мова
Середньоірландська мова (середньоірл. Gaoidhealg, ірл. An Mheán-Ghaeilge)  — гойдельська мова,  якою говорили в Ірландії, більшості Шотландії та острова Мен у 10-12 століттях. Мова була сучасником пізньої давньоанглійської та ранньої середньоанглійської. Сучасні гойдельські мови - ірландська, шотландська гельська та менська - всі є нащадками середньоірландської.
Єдиним рукописом того часу збереженим в Ірландії є «Lebor Bretnach» або "Ірландський Ненній". Проте Томас Оуен Кленсі стверджував, що працю було написано в Шотландії, в монастирі села Абернеті.

## Граматика
Середньоірландська була флективною мовою, номінативного ладу, з базовим порядком слів у реченні VSO (присудок-підмет-додаток).
Іменники відмінялись за родами: чоловічий та жіночий. Мали 3 числа — однина, двоїна, множина та 5 відмінків — називний, родовий, знахідний, прийменниковий, кличний.
Прикметники узгоджувались з іменником за родом, числом та відмінком.
Дієслова мали три часи: теперішній, минулий та майбутній. Чотири способи: індикатив, кон'юнктив, кондиціоналіс та імператив; залежну та незалежну форму. Дієвідмінювання також здійснювалося за трьома особами та безособовими формами. Існували переддієслівні частки для позначення заперечення, питання, підрядного речення тощо.
Прийменники змінювались за особою та числом. Різні прийменники керуються різними відмінками.